# Torture Wheel
Torture Wheel (englisch Folterrad) ist eine 2003 gegründete Funeral-Doom-Band.

## Geschichte
Der in Hamilton Ohio lebende E. M. Hearst von Wraith of the Ropes initiierte „Torture Wheel als Soloprojekt Anfang 2003“. In einem weiteren Interview gab Hearst das Jahr 2002 als Beginn der Band an. Ein wesentlicher Grund für das weitere Projekt sei die Langwierigkeit des Schreibprozesses mit Wraith of the Ropes gewesen. Sein musikalisches Ziel mit Torture Wheel sei es gewesen seine „eigene Vision von Funeral Doom“ zu verwirklichen und dabei auf die in dem Hauptprojekt präsenten Bestandteil des Industrial und der elektronischen Musik zu verzichten. Hinzukommend wollte er mit Torture Wheel intuitiver und weniger konstruierend agieren.
Im Jahr 2003 erschien über Nulll Records eine Split-EP mit Uncertainty Principle die von Kostas Panagiotou für Doom-Metal.com lobte die Split-EP als „Rohdiamant“ und „seltenes Juwel“, dass Kennern extremer Musik „viel bieten“ könne. Im darauf folgenden Jahr erschien Thee Bridge ov Madness, ein Split-Album mit Moss über NOTHingness REcords, das für das niederländische Zware Metal und das britische Doom-Metal.com lobend besprochen. Während Jan Hendriksen für Zware Metalen allerdings Abnutzungserscheinungen bemängelt und Torture Wheel, eine sich einschleichende Langeweile attestiert, lobt Odile Aurora Strik als Oscar Strik für Doom-Metal.com das Album und empfahl es jedem der einem oder beiden der enthaltenen Musikstile, Funeral Doom und Drone Doom zugeneigt sei.
Mit der über Firedoom Music veröffentlichten EP Crushed Under … erreichte Torture Wheel internationale Aufmerksamkeit. Unter anderem befassten sich amerikanische, französische, italienische, niederländische, deutsche und britische Rezensionen mit der EP. Die Wertungen fielen von besonders positiv, über durchschnittlich, bis betont negativ aus. Laut Andreas Stappert vom Rock Hard ist die EP „schlicht Langeweile pur“, mit ähnlichen Attributen wurde die EP in einer für Metal.de verfassten Besprechung versehen. Crushed Under… sei „unnötig, billig, überflüssig, langweilig“ hieß es dort. Dem Gegenüber standen Besprechungen die für Webzines wie Vampster, Eternity, Terrorverlag und Doom-Metal.com verfasst wurden, und in welchen die Musik als „letzte[…] Laute menschlicher Tonkunst“, „eine gelungene Mischung aus Drone-Ambient-Doom und Funeral Doom“ mit einem „gänzlich andersartigen und unkonventionellem Klang“ beschrieben. Mit Bezug zu den negativen Wertungen schrieb Tobias Fischer für Terrorverlag, dass die „harten Kritiken, die ‚Crushed Under…‘ in der Presse bekommen hat beweisen, dass dies nicht jedermanns Sache sein wird. Doch für die Unangepassten und Unkonventionellen ist dies eine herrlich niederschlagende Dreiviertelstunde heroisch negativen Dooms.“

## Songwriting
Die mit Torture Wheel gespielte Musik wird von Hearst um den Rhythmus arrangiert. In der Programmierung des Drumcomputers orientiere sich Hearst an Numerologie und Mathematik, um damit „Verlauf“, „Fluss“ und „Struktur“ der Stücke festzulegen, bevor er „den Rest des Songs um den Rhythmus herum“ aufbaue. Die gesamte nachkommende Instrumentierung richtet sich nach diesem Rhythmus, obwohl es in der Musik von Torture Wheel „lange Abschnitte ohne Schlagzeug oder wahrnehmbaren Rhythmus gibt“. Dem so gesetzten und von Hearst als „konstanten und sehr strengen, in Stein gemeißelten Rhythmus und Fluss“ folgend werden das Gitarren-, Bass- und Keyboardspiel angegangen und um diesen herum arrangiert. Als letztes Element schreibt Hearst die Texte und fügt den Gesang hinzu. Text und Gesang bezeichnet er derweil als den unwichtigsten Aspekt, der der Musik jedoch eine weitere Dimension verleihe.

## Stil
In einer für das Webzine Doom-Metal.com verfassten Besprechung wird die Musik als „Horror Funeral Doom“ tituliert und mit Wraith of the Ropes verglichen. Torture Wheel sei musikalisch und atmosphärisch ähnlich, konzentriere sich jedoch strenger auf die Schaffung eines extremen Funeral Doom und weise keine elektronischen Elemente auf. Die Musik sei „eindringlich, gruselig und mythisch.“ Hearst nennt das Debüt von Shape of Despair Shades of … sowie unterschiedliche Projekte von Stijn van Cauter, insbesondere The Ethereal und Beyond Black Void als wichtigen Einfluss auf den von ihm gespielten Stil. In einer für Vampster verfassten Rezension beschreibt Captain Chaos die Musik von Torture Wheel als „minimalistisch“.

„[W]enige Riffs und schleppendes Drumming schmücken die Songs, es passiert nicht viel, vor allem nichts Offensichtliches. Kleine Spielereien passieren höchstens im Hintergrund, kranke Synthies und Samples fließen immer wieder ein, bei ein paar Songs gibt es auch furchteinflößendes Geschrei zu hören.“

## Diskografie
- 2003: Torture Wheel/Uncertainty Principle (Split-EP mit Uncertainty Principle, Nulll Records)
- 2004: Thee Bridge ov Madness (Split-Album mit Moss, NOTHingness REcords)
- 2005: Crushed Under… (EP, Firedoom Music)
- 2010: Obsidian Sorrow (Single, Nulll Records)